# Производственная функция домохозяйства
Производственная функция домохозяйства (англ. household production function) — производственная функция, характеризующая домохозяйство в тех ситуациях, когда приобретаемые блага не потребляются сразу, но преобразуются в некоторое другое благо, предназначенное для употребления. Ценность для домохозяйства представляют не аргументы производственной функции, но её продукт. Простейший пример — приготовление пирога. Потребитель покупает муку, яйца и сахар, после чего начинает использовать собственный труд, человеческий капитал и время. Мука, яйца и сахар не интересуют потребителя как таковые, однако они послужили для создания действительно ценного блага.
Идея спецификации производственной функции для домохозяйства возникла в середине 1960-х годов в работах Гэри Беккера, Келвина Ланкастера, Ричарда Мута. В макроэкономический дискурс концепция попала через две работы
1. Джесса Бенхабиба, Ричарда Роджерсона и Рэндалла Райта;
2. Джереми Гринвуда и Цви Герковица,

вышедшие одновременно в 1991 году. Теория производства внутри домохозяйства помогла объяснить рост занятости среди замужних женщин, наблюдавшийся в течение XX века. Занятость увеличивалась благодаря появлению в доме всевозможных бытовых приборов, облегчавших труд домохозяйки. Развитие технологий, в том числе появление 3D-принтеров и распространение культуры DIY сделали домашнее производство более сложным.